# Hélène de Suzannet
Pour les autres membres de la famille, voir Famille de Suzannet.
 (mai 2019).
Hélène de Suzannet, née Durant de Mareuil le 20 octobre 1901 dans le 8e arrondissement de Paris et morte le 24 décembre 1961 dans le 16e arrondissement de Paris, est une résistante et femme politique française, membre de la première Assemblée nationale constituante en 1945.

## Biographie
Fille du colonel Pierre Durant de Mareuil et de Marguerite Bourdon de Vatry, elle épouse en 1922, le comte Jean de Suzannet (1884-1938), élu député de la Vendée en 1936.
Elle devient veuve en 1938 avec cinq enfants mineurs à charge. Pendant la campagne de France, elle travaille comme bénévole à la Croix-Rouge, dans la salle militaire de l’hôpital de La Roche-sur-Yon. Dès la signature de l’Armistice en juin 1940, Hélène de Suzannet, ne cache pas ses sentiments gaullistes. De retour à Paris, le 11 novembre, elle prend part, malgré l'interdiction faite par les autorités françaises et allemandes de commémorer l’Armistice de 1918, à la manifestation étudiante sur les Champs Elysée, aujourd’hui considérée comme le premier acte collectif de la Résistance française. 
À Paris toujours, de 1941 à début 1943, elle visite dans le cadre de la Croix-Rouge, le service des internés civils et politiques des hôpitaux du Val de Grâce et de Saint-Louis des Invalides. 
En juin 1942, ayant obtenu le diplôme d'état d'assistante sociale, elle travaille comme bénévole, pour le service à l'enfance (SF ou service 42B) de l'UGIF (Union générale des israélites de France).  Or, après la rafle du Vel d’Hiv, le service 42B se trouve submergé par l’afflux d’enfants ayant perdu leur famille, qu’il faut placer dans des orphelinats déjà saturés. Hélène de Suzannet participe avec d’autres, à trouver secrètement, des relais dans la société civile. Elle convoie des enfants en Vendée et en héberge parfois temporairement à son domicile parisien. On sait aujourd’hui, qu’à Chavagnes-en-Paillers en Vendée, commune où se situe la demeure familiale des Suzannet, plus d’une trentaine d’enfants juifs de la région parisienne ont été cachés et hébergés dans des familles d’accueil. Tout laisse à penser qu’Hélène de Suzannet, grâce à son rôle d’assistante sociale à l’UGIF à Paris, a contribué à l’organisation de ces placements clandestins.
En mars 1943, elle rejoint le réseau Comète dont le but est de recueillir et d’exfiltrer les aviateurs alliés tombés en France ou en Belgique. Elle travaille plus précisément pour la cellule Vaneau, comme convoyeuse et logeuse sur Paris. Victime d’une souricière tendue par la gestapo, la cellule Vaneau tombe et la majorité de ses agents sont arrêtés. Appréhendée le 23 juin 1943, Hélène de Suzannet est transférée à la prison de Fresnes où elle est inculpée pour faits de Résistance et passible de la peine capitale (décret Nacht und Nebel).  
Sa santé se dégrade rapidement. Laissée six mois sans soins, elle ne doit la vie sauve qu'à l'intervention du procureur du tribunal de guerre de Paris, le commandant Ernst Rosthoken. Enfin libre, Hélène de Suzannet est admise à l’hôpital militaire où elle subit une intervention d’urgence. Elle reste en convalescence à Paris jusqu'à la Libération, mais sous surveillance policière.
Fin 1944, elle devient membre du Comité Départemental de Libération de la Vendée (CDL) où elle siège à la commission d'épuration. En vue des élections qui se préparent, elle participe avec Irène de Lipkowski, Marcelle Devaud et Hélène Ribière à la création du parti politique les Françaises Libres, dont elle prend la vice-présidente. En mai 1945, elle devient conseillère municipale de Chavagnes-en-Paillers puis conseillère générale du canton de Saint-Fulgent en septembre. Le 21 octobre 1945, elle fait partie des 33 premières femmes élues députées à l'Assemblée constituante de 1945, sur la liste républicaine d’Armand de Baudry d’Asson. Siègeant à l’Assemblée, sous l'étiquette du Parti républicain de la liberté (PRL), Hélène de Suzannet devient membre de la Commission de la famille, de la population et de la santé publique et brièvement de la Commission du travail et de la sécurité sociale. Lors de ses mandats électifs qu'ils soient locaux ou nationaux, Hélène de Suzannet s'intéresse au milieu carcéral. Avec d'autres anciens résistants et internés politiques, elle réclame des améliorations importantes et urgentes dans les prisons de France en matière d'hygiène (manque d'eau potable, de chauffage ou d'installations sanitaires décentes). Aussi défend-elle au Palais Bourbon, une proposition de résolution invitant le gouvernement à procéder à une réforme de l'administration pénitentiaire, dans le but de préparer les détenus à leur réinsertion à l'issue de leur peine. Battue aux élections de 1946, elle se retire petit à petit de la vie politique.
Cherchant à poursuivre ses engagements humanitaires et sociaux, elle s'intéresse alors, à rebours de l’opinion générale, aux conditions carcérales des prisonniers de guerre allemands en mains françaises, ou aux Français victimes de l'épuration. Nommée par le ministre des Armées, Edmond Michelet (ancien résistant et déporté), Vice-présidente d’un comité pour les Prisonniers de Guerre de l’Axe, elle visite les prisons et les camps d'internement aussi bien en France, qu'en zone d'occupation française en Allemagne et dénonce leur maintien souvent abusif ainsi que les conditions déplorables de détentions (il en mourut 25 000 de misère et de maladie). Co-présidente du Comité français pour la défense des droits de l'homme, créé en 1947, elle œuvre aussi avec d'autres, pour la limitation de la politique d’épuration, qu’elle souhaite restreindre aux plus grands criminels et dissoudre le reste dans une amnistie, qu’elle réclame pour refaire l’union nationale. 
Elle fait partie de ceux qui très tôt, se sont engagés sur le chemin de la réconciliation ou tout du moins d'un rapprochement franco-germanique, seule condition pour une paix durable en Europe. À cet effet, elle publie des articles, comme celui à l'automne 1947, dans Témoignage Chrétien intitulé « Les aspects humains de la question allemande»,. Le 23 décembre 1947, elle s'adresse aux femmes allemandes sur les ondes radiophoniques de la région de Baden avec un message d'apaisement. 
Enfin, Hélène de Suzannet se rend, en mai 1948, comme déléguée pour la France, au congrès de la Haye, premier grand rassemblement pour l’Europe, qui est à l’origine du Conseil de l’Europe et de la charte européenne des droits de l’Homme qu’elle a ardemment défendue. Elle voulait, dès l’origine, que chaque citoyen puisse y recourir contre les dérives des États, même démocratiques, chose qui va de soi de nos jours.
Sa santé se dégrade et elle meurt en 1961 à l’âge de 60 ans.

## Décorations
- Croix de guerre 1939-1945
- Médaille de la Résistance française
- Médaille de la Liberté, États-Unis
- King's Commendation for Brave Conduct (en), Royaume-Uni
- Croix  du combattant
- Médaille de la Déportation et de l’Internement

## Reconnaissance
Une rue de Fontenay-le-Comte porte son nom.
Une rue de La Roche-sur-Yon porte son nom.
Une salle de Chavagnes-en-Paillers porte son nom.

## Biographie